# Wyspy Heiberga

Cieśnina Wilkickiego i okoliczne wyspy

Wyspy Heiberga (ros. острова Гейберга) – grupa czterech wysp na Morzu Karskim, u wschodniego wejścia do Cieśniny Wilkickiego. Są położone od 35 do 45 km od brzegu stałego lądu.
Archipelagowi nazwę nadał Fridtjof Nansen na cześć bankiera Axela Heiberga, który sponosorował wyprawy arktyczne.